# Ariane van Suchtelen
Jkvr. Ariaantje Adriana van Suchtelen (Hengelo (Overijssel), 12 juli 1962) is een Nederlands kunsthistorica en museumconservator, nu bij het Mauritshuis.

## Biografie
Van Suchtelen is lid van de adellijke tak van de familie Van Suchtelen en een dochter van jhr. mr. Jan Peter van Suchtelen (1916-1997) en Machteld van Hattum (1928), en een zus van beeldend kunstenares Anna van Suchtelen.
Van Suchtelen studeerde kunstgeschiedenis aan de Universiteit Groningen en werd daarna museumconservator bij het Mauritshuis in Den Haag. Ze is gespecialiseerd in Nederlandse kunstschilders uit de Gouden Eeuw. Haar eerste medewerking betrof die aan de publicatie Renaissance en reformatie en de kunst in de Noordelijke Nederlanden uit 1986. Bij de grote overzichtstentoonstelling in 1996 over Johannes Vermeer verzorgde zij het bijbehorende  tekstboekje. Ze verzorgde als conservator en als medewerker verschillende tentoonstellingen en bijbehorende publicaties voor het Mauritshuis; ze heeft veel artikelen en boeken over Nederlandse kunst uit de Gouden Eeuw gepubliceerd. In 2013 schreef zij de tekst van de bijzondere collectie familieportretten van de 17e-eeuwse koopman Willem Craeyvanger en zijn gezin, en in 2015 de catalogus voor de tentoonstelling bij het Mauritshuis Hollandse zelfportretten uit de Gouden Eeuw.